# Anthochloa lepidula
Anthochloa lepidula là một loài thực vật có hoa trong họ Hòa thảo. Loài này được Nees & Meyen mô tả khoa học đầu tiên năm 1835.